# Aröd en Timmervik
Aröd en Timmervik (Zweeds: Aröd och Timmervik) is een tätort in de gemeenten Stenungsund en Kungälv in het landschap Bohuslän en de provincie Västra Götalands län in Zweden. Het tätort heeft 558 inwoners (2005) en een oppervlakte van 148 hectare. Het tätort bestaat eigenlijk uit twee verschillende plaatsen: Aröd en Timmervik.